# Krępa Kościelna
Krępa Kościelna (prononciation : [ˈkrɛmpa kɔɕˈt͡ɕɛlna]) est un village polonais de la gmina de Lipsko dans le powiat de Lipsko de la voïvodie de Mazovie dans le centre-est de la Pologne.
Il se situe à environ 7 kilomètres à l'ouest de Lipsko (siège de la gmina et de la powiat) et à 125 kilomètres au sud de Varsovie (capitale de la Pologne).

## Histoire
De 1975 à 1998, le village appartenait administrativement à la voïvodie de Radom.